# 生物传感器
生物传感器（英語：Biosensor）是利用生物要素与物理化学检测要素组合在一起对被分析物进行检测的装置。
生物传感器包括三个部分：
- 敏感的生物元件（生物材料如生物组织、微生物、细胞器、细胞感受器、酶、抗体、核酸等，生物派生材料或者类生物材料）。这些敏感的生物元件可以通过生物工程来创造。
- 连接二者的换能器
- 检测元件（用如光学、压电、电化学、温度或者电磁等物理化学方式工作）

其中最为大众熟知的商用生物传感器是血糖生物传感器，它用酶分解血糖。在这个过程中电子转移到电极上，从而可以测量血糖的浓度。市场对于类似传感器的大量需求大大促进了相关传感器技术的开发。
最近，各种各样的检测分子用于许多不同的电子鼻设备，根据检测器对于物质的不同反应鉴别特定的物质。
矿工们将金丝雀用来监测特定气体的存在，这样的金丝雀就可以看作是一个生物传感器。如今许多生物传感器与此类似，它们也是利用生物体检测有害物质的存在，它们的灵敏度要比我们自己要高很多。这样的设备可以用于环境检测或者水处理设施中。

## 检测的原理
基于表面等离子体共振现象的光学生物传感器是倏逝波技术。这种技术利用了金或其它材料表现出来的一种特性——附着于高折射率玻璃表面的金膜能够吸收激光，并在金膜表面产生电子波（表面等离子）。只有在特定入射角以及特定入射光线波长才有可能出现这种现象，并且这种现象高度依赖于金膜，这样将待分析物附着到金膜上的感受器就可以产生可测量的信号。
其它的光学生物传感器主要是基于特定指示器化合物的吸光率或者荧光变化。
压电传感器利用了压电晶体的特性，即加上一定的电压之后晶体会发生弹性变形。在压电晶体上加上交流电能够使晶体在特性频率产生驻波。这个频率取决于晶体的表面特性，因此如果晶体上附着一层生物识别物质，那么当被分析目标与感受器解除在一起的时候就带来共振频率的变化，从而得到出现待测定物质的信号。
电化学生物传感器通常都是基于酶对于生成离子反应的催化作用。传感器基包括三个电极——一个参比电极、一个 active 电极和一个 sink 电极。
基于温度或者磁性的生物传感器很少见。

## 应用
各种类型的传感器有许多潜在的应用。在研究与商用领域对于生物传感器的需求主要来自于对于特定目标分子的辨别、生物识别成分的实用性以及在某些场合中优于实验室技术的可以一次性使用的检测系统。下面是一些实例：
- 糖尿病人的血糖监测，来自于市场需求的动力
- 其它与医疗相关的目标
- 环保方面的应用，如杀虫剂检测以及河流污染物检测
- 空气传播细菌的遥测，如对抗生物恐怖袭击的活动
- 病原体的检测
- 生物修复之前及之后毒素量的确定
- 有机磷酸酯的检测与定量分析
- 日常的叶酸、微生物H、维生素B12以及泛酸分析测量，取代微生物鉴定
- 测定食物尤其是肉食及蜂蜜中抗生素、生长促进素等的药物残留
- 药品开发以及新化合物生物活性的评测